# Parakysis anomalopteryx
Parakysis anomalopteryx är en fiskart som beskrevs av Roberts, 1989. Parakysis anomalopteryx ingår i släktet Parakysis och familjen Akysidae. Inga underarter finns listade i Catalogue of Life.